# 阿尔茹巴罗塔战役

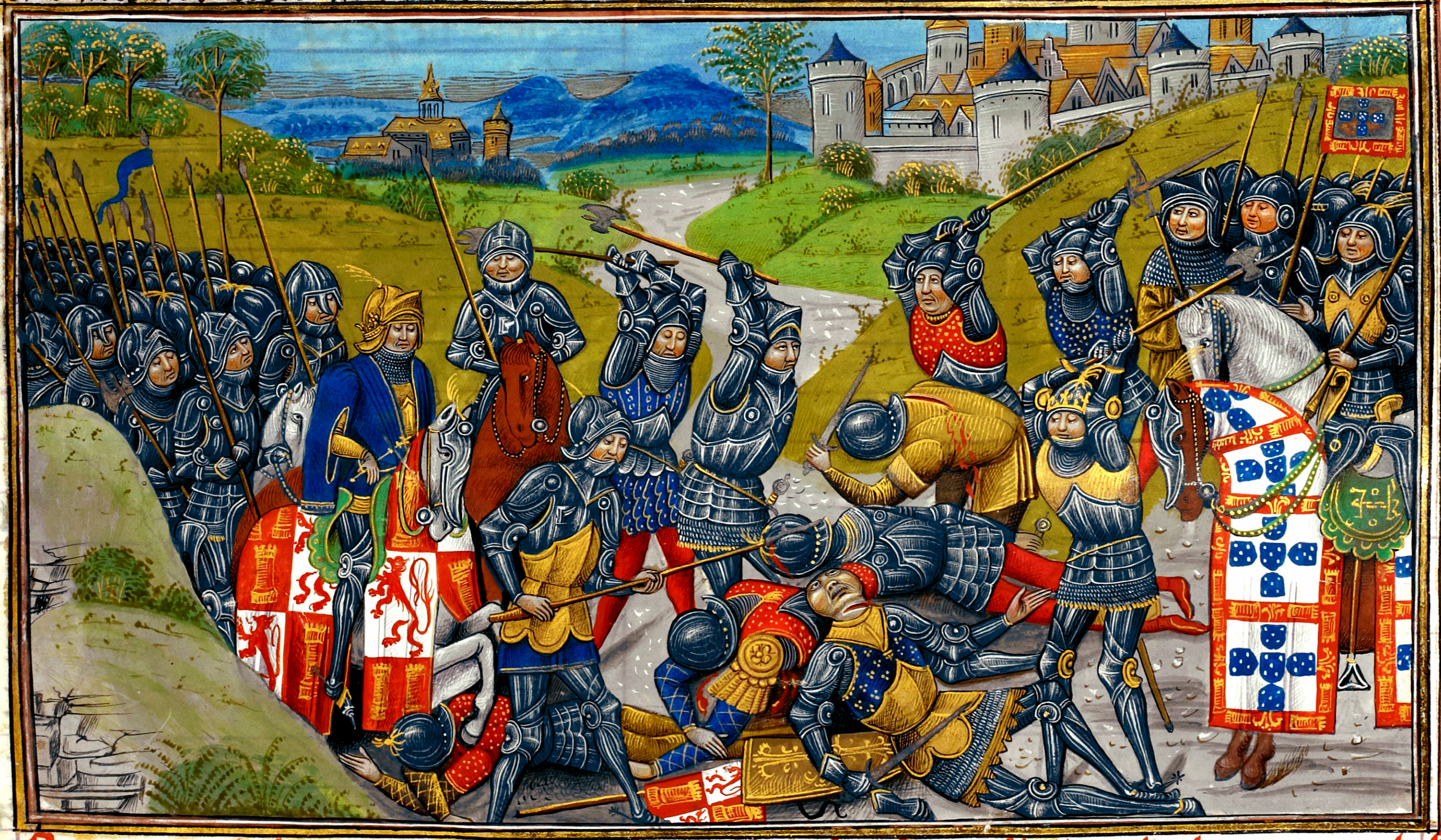
阿爾茹巴羅塔之戰

阿尔茹巴罗塔战役，又称安魯杰巴羅達之戰，发生于1385年8月14日，国王若昂一世（João I）及其将军努诺·阿尔瓦雷什·佩雷拉指挥的葡葡萄牙军队和卡斯蒂利亚国王胡安一世（Juan I）的军队之间。作战地点是阿尔茹巴罗塔，在葡萄牙中部的萊里亞镇与阿爾科巴薩镇之间。结果葡萄牙取得决定性的胜利，1383-1385 危机结束，若昂成为葡萄牙国王。独立得到了保证，新的阿维斯王朝开始。与卡斯蒂利亚部队零散的边界对抗持续到胡安一世在1390年的死亡，但是这些对抗对葡萄牙的君主制不构成实质威胁。为庆祝胜利和感谢神的帮助，若昂一世命令建造巴塔利亚的圣玛利亚修道院，建立巴塔利亚镇（巴塔利亚是葡萄牙语单词“战役”）。若昂一世国王、他的妻子和他的几个儿子埋葬在该修道院，是葡萄牙遗产的重要组成部分。

## 脚注
1. ↑  成吉思汗 蒼狼與白鹿IV登場人物：附安的列傳。